# IKAROS
IKAROS és una sonda espacial experimental, impulsada parcialment mitjançant una vela solar. Fou llançada per l'Agència Espacial Japonesa (JAXA) el 20 de maig de 2010 juntament amb la sonda PLANET-C. El destí d'ambdues sondes és el planeta Venus.
El nom "IKAROS" pretén ser un acrònim de "Kite-Accelerated Interplanetary spacecraft by Radiation from the Sun", ("Nau-Vela Interplanetària Accelerada per la Radiació del Sol"). El nom també fa referència a Ícar, el personatge mitològic que va intentar volar fins al Sol.

## Missió
El llançament tingué lloc el 20 de maig de 2010 des del Tanegashima Space Center mitjançant un coet H-IIA.
La sonda viatjà fins a Venus, convertint-se així en la primera sonda impulsada parcialment per aquesta tecnologia. Aquesta missió pretenia demostrar la viabilitat d'un motor híbrid que combini l'impuls de la vela solar amb el de propulsió iònica. Ambdós tipus de propulsions utilitzen l'energia captada pels panells solars de la pròpia vela.
El 8 de desembre de 2010, IKAROS passà a 80.000 km de Venus.